# Liste der Bodendenkmale in Wittmar
In der Liste der Bodendenkmale in Wittmar sind die Bodendenkmale der niedersächsischen Gemeinde Wittmar aufgeführt. Die Quelle ist der Denkmalatlas Niedersachsen.
- Diese Liste erhebt keinen Anspruch auf Vollständigkeit.
- Die Angaben ersetzen nicht die rechtsverbindliche Auskunft der zuständigen Denkmalschutzbehörde.
- Es sind nur Daten aus dem Denkmalatlas verarbeitet.
- Der Stand der Liste ist der 8. Juni 2025.

Wittmar im Landkreis Wolfenbüttel

## Allgemein
In den Spalten finden sich folgende Informationen des Bodendenkmales:
| Lage         | geographische Koordinaten                                                           |
| Bezeichnung  | Bezeichnung lt. Denkmalatlas                                                        |
| Beschreibung | Beschreibung lt. Denkmalatlas                                                       |
| ID           | Objekt-ID                                                                           |
| Bild         | Bild, ggf. zusätzlich mit Link zu weiteren Fotos im Medienarchiv Wikimedia Commons. |

## Wittmar
| Lage                       | Bezeichnung                 | Beschreibung | ID       | Bild           |
| -------------------------- | --------------------------- | --- | -------- | -------------- |
| 52° 8′ 1″ N, 10° 38′ 32″ O | Wittmar 1, Körpergräberfeld | Das Gräberfeld von Wittmar ist der erste in Niedersachsen bekanntgewordene alt- und mittelneolithische Friedhof. 51 erfasste Gräber des z.T. zerstörten Friedhofs verteilen sich auf die Linienbandkeramik (16), die Stichbandkeramik (1) und die Rössener Kultur (34) und belegen damit eine kulturelle Kontinuität der 3 aufeinanderfolgenden bzw. ineinander überschneidenden Kulturgruppen. Über die bisher vorgelegte Keramik lässt sich die Nutzung des Friedhofs in der älteren und mittleren Stufe der Bandkeramik nachweisen. Um diese ältesten Gräber herum gruppierten sich die Rössener Grabgruben. An der N Peripherie der von den Rössener Gräber eingenommenen Fläche wurde ein spätstichbandkeramisches Grab aufgedeckt, das sich in Grabbau und -ausrichtung sowie dem Bestattungsritus eng an den Rössener Gräbern orientiert. | 28948715 | BW             |
| 52° 8′ 22″ N, 10° 38′ 5″ O | Wittmar 3, Asseburg         | Spätmittelalterliche Höhenburg. Als Sitz der Reichsministerialen von Wolfenbüttel/Asseburg bald nach 1218 erbaut, seit 1492 Ruine. Sie wird im Wesentlichen in ihrer Länge durch eine Mauer, die zugleich als Stützmauer dient, in eine niedrige südöstliche und eine höhere nordwestliche Hälfte geteilt. War mit 7.200 m² umbauter Grundfläche eine der größten Burgen Norddeutschlands. | 28973573 | Weitere Bilder |